# Microsconsia
Microsconsia is een geslacht van weekdieren uit de klasse van de Gastropoda (slakken).

## Soort
- Microsconsia limpusi Beu, 2008